# Патуљаста антилопа
Патуљаста антилопа или краљевска антилопа (лат. Neotragus pygmaeus, рус. Карликовая антилопа, енгл. Royal antelope) је врста сисара из реда папкара (Artiodactyla) и породице шупљорожаца (Bovidae). 

## Опис
Патуљаста антилопа је најмања врста антилопе на свету, али и најмања врста унгулатних сисара и преживара. Бејтсова патуљаста антилопа је сличних димензија, али мало већа. Патуљаста антилопа достиже висину до рамена од 25 cm и тежину од 2,5-3 kg. Дужина тела укључујући главу је око 40 cm. Карактеристична је по дугим и витким ногама, а задње ноге су јој дупло дуже од предњих. Реп јој је танак и дуг је 5-8 cm. Присутан је полни диморфизам. Женке су веће од мужјака, а рогове имају само мужјаци. Рогови су кратки, глатки, шиљати, усмерени уназад и достижу дужину 2,5-3 cm.

## Распрострањеност и станиште
Патуљаста антилопа најчешће насељава области са младим и густим жбунастим и другим растињем. Насељава топле и влажне низијске шуме које преовладавају у државама западне Африке као што су Гана, Либерија, Обала Слоноваче и Сијера Леоне. Њена станишта су такође и ивице шума, као и секундарне шуме. Ареал патуљасте антилопе обухвата југозападну Гвинеју, Сијера Леоне, Либерију, Обалу Слоноваче и Гану до реке Волта. Патуљаста антилопа се може наћи и северно од шума Западне Африке, у области где се преклапају шумска и саванска станишта.

## Угроженост
Према Међународној унији за заштиту природе, ова врста није угрожена. Род Ист је 1999. проценио популацију ове врсте на око 62.000, међутим стварна популација патуљасте антилопе је вероватно већа. Верује се да популација врсте опада због уништавања станишта и ширења људских насеља. Значајна претња по опстанак врсте је криволов због њеног меса, што је нарочито изражено у Обали Слоноваче, док је та појава много мање присутна у Сијера Леонеу и Либерији.